# Michał Aleksandrowicz Czartoryski
Michał Aleksandrowicz Czartoryski herbu Pogoń Litewska (zm. ok. 24 kwietnia 1583).

## Encyklopedia z roku 1864
"Czartoryski (Michał Alexandrowicz), książę na Klewaniu, jedyny syn Aleksandra wojewody wołyńskiego i Marii Magdaleny Brankovicz despotówny, wdowy po księciu Iwanie Wiśniowieckim, córki Jovana Brankovicza. Bohusz książę Korecki, wojewoda wołyński, poleca syna swego Joachima w opiekę księciu r. 1570. Obrany na sejmiku w Beresteczku d. 16 marca 1573 roku posłem z województwa wołyńskiego na elekcyję króla; lista posłów wspomina go zaraz na drugiem miejscu po kasztelanie wołyńskim, a za Michałem zaraz idzie stryj jego Iwan; posłów bardzo wielu. Stąd domysły, że Czartoryscy wiele już wówczas powagą swoją znaczyli na Wołyniu. W trzy lata później matka księcia, Magdalena, która przeżyła męża, pisze testament dnia 13 lipca 1575 r. W 1579 pierwszy raz księcia czytamy starostą żytomierskim. Był w przyjaźni z kniaziem Kurbskim, jak ojciec w zajściach, stąd podpisał się we Włodzimierzu jako świadek na akcie Kurbskiego, którym kniaź dnia 27 kwietnia 1579 zeznawał, że pożyczył od zony swojej Alexandry Siemaszkówny 4,000 złp. Drugą datę tego starostwa mamy z 1580. Książę miał już wtedy żonę Zofiję Chodkiewiczównę, córkę Hieronima, kasztelana wileńskiego. Oboje dnia 19 września 1580 we Włodzimierzu zeznawali osobiście, że Łazarzowi Iwanickiemu, sędziemu grodzkiemu włodzimierskiemu i żonie jego, oddają w zastaw za pożyczone przez nich gotówką 400 kop litewskich groszy, swoje dobra Czestny Kres w powiecie włodzimierskim, z dworem, bojarami itd. aż do ś. Szymona 1583. Byli księstwo widać bardzo biedni, bo robili to z koniecznej potrzeby "ku swojej welikoj a pilnoj potrebie." Czestny Krest, było to Właściwie nazwanie monasteru i cerkwi, które się wznosiły na jakiejś wyspie; było to więc dobra duchowne, własne Czartoryskich, nieobdłużone; wyraźnie tak stoi w zeznaniu. Jeżeliby książę nie wykupił do terminu dóbr tych, Iwanicki miał je trzymać jeszcze na dalsze trzy lata. Nie może być tutaj mowy o dziesiejszym Czarnym Ostrowiu. W 1582 książę spisywał swój testament. Ostatnią o nim wiadomość mamy z dnia 24 kwietnia 1583 roku, w testamencie kniazia kurbskiego, ale już wtedy książę nie żył. Kurbski pisze tam, że spłacił Michałowi tysiąc kop groszy litewskich, zabezpieczonych na Smedynie i osobno 500 kop groszy za prawo dożywotniego władania tym majątkiem. Miał książę syna Jerzego i kilku innych, ale ich nieznamy z imienia, znać to z testamentu, który napisał. Stąd Niesiecki się domyśla, że jeden z tych synów mógł być Hieronim, któremu Zygmunt August dał dowództwo nad wojskiem kijowskiem. Był też jakiś Jędrzej doświadczony mąż w boju, syn wsławionego wojownika w Inflantach i na Wołoszech. Niesiecki wie o nich z panegiryku kollegijum poznańskiego Jezuitów i domyśla się, że Jezuici znowu mieli o tych książętach wiadomości od księcia prymasa Floryjana Kazimierza.

## Podsumowanie
Miał najprawdopodobniej trzech synów: Jerzego, Hieronima i Jędrzeja.
Był żonaty z Zofią Chodkiewiczówną.